# Strowolos
Strowolos (gr. Στρόβολος) – miasto w Republice Cypryjskiej, w dystrykcie Nikozja. W 2011 roku liczyło 67 904 mieszkańców. Posiada powierzchnię 25,43 km².